# Batracomorphus ascanius
Batracomorphus ascanius är en insektsart som beskrevs av Knight 1983. Batracomorphus ascanius ingår i släktet Batracomorphus och familjen dvärgstritar. Inga underarter finns listade i Catalogue of Life.